# Sociedad de Beneficencia Española de México
La Sociedad de Beneficencia Española de México D.F fue una asociación de inmigrantes creada en octubre de 1842 en la capital mexicana a instancia del cónsul general de España en México Francisco Breto Neto. Ha sido descrita como la asociación de inmigrantes más fuerte y rica de las fundadas en México. En un contexto de creciente hostilidad hacia el gachupín a lo largo de la década revolucionaria, y sumido el país en sucesivas crisis creadas debido al conflicto, la asociación proveyó de alimento a los inmigrantes españoles sin recursos, y facilitó la repatriación a España de estos, cooperando con las autoridades consulares a tal último efecto y llegando a participar durante un tiempo mediante una «comisión calificadora», que efectuaba un estudio de antecedentes de los inmigrantes, en el mismo proceso de selección de inmigrantes a repatriar.